# Culann
Dans la mythologie celtique irlandaise, Culann est le forgeron d’Ulster pendant le règne de Conchobar Mac Nessa.
Alors que le roi s’installe pour une fête rituelle, il omet d’annoncer l’arrivée prochaine de Setanta. Pour garder les portes, Culann lâche son chien de guerre, qui a la force de toute une armée. Pour entrer, le jeune Setanta (il n’a que cinq ans) n’a d’autre possibilité que de tuer le chien. Pour réparer la perte, l’enfant propose de prendre la place de l’animal, jusqu’à ce qu’un autre soit dressé. C’est à ce moment que le druide Cathbad rebaptise l'enfant en Cúchulainn, c’est-à-dire le chien de Culann.